# Pinehurst (Caroline du Nord)
Pour les articles homonymes, voir Pinehurst.
Pinehurst est une ville du Comté de Moore, en Caroline du Nord, aux États-Unis. Sa population était de 9,706 au recensement de 2000. Le célèbre parcours de golf du Pinehurst Resort, hôte de l'édition de 1999 et de 2005 du U.S. Open Golf Championship, et domicile d'origine du World Golf Hall of Fame (maintenant situé à St. Augustine, en Floride), y est situé.

## Démographie
| 1950  | 1960  | 1970  | 1990  | 2000  | 2010   |
| ----- | ----- | ----- | ----- | ----- | ------ |
| 1 016 | 1 124 | 1 056 | 5 103 | 9 706 | 13 124 |